# Słotwiny (województwo łódzkie)
Słotwiny – wieś w Polsce położona w województwie łódzkim, w powiecie łódzkim wschodnim, w gminie Koluszki. Stacja kolejowa Słotwiny.
W latach 1975–1998 miejscowość położona była w województwie piotrkowskim.